# Eubiantes africanus
Eubiantes africanus is een hooiwagen uit de familie Biantidae.